# Liste der Erzbischöfe von Urbino
Die folgenden Personen waren Bischöfe und Erzbischöfe von Urbino (Italien)
| Episkopat | Name                        | Bemerkung                      |
| --------- | --------------------------- | ------------------------------ |
| 313       | Evandro                     |                                |
| 592       | Leontius                    |                                |
| 680       | Esilarato                   |                                |
| 769       | Temaurino                   |                                |
| 826       | Mariano                     |                                |
| 853       | Costantino                  |                                |
| 861       | Pietro I.                   |                                |
| 877       | Johannes                    |                                |
| 887       | Albert                      |                                |
| 1021      | Teodorico                   |                                |
| 1050      | Teuzone                     |                                |
| 1056      | Mainardo                    |                                |
| 1088      | Pietro II.                  |                                |
| 1145–1146 | Guido I.                    |                                |
| 1162–1192 | Giso                        |                                |
| 1192–1203 | Ugo Brandi                  |                                |
| 1204–1213 | Vivio                       |                                |
| 1214      | Ranieri                     |                                |
| 1220–1242 | Oddone                      |                                |
| 1242–1258 | Pietro III.                 |                                |
| 1259–1283 | Guido Brancaleoni           |                                |
| 1285–1309 | Egidio                      |                                |
| 1309–1317 | Giacomo                     |                                |
| 1317–1340 | Alessandro Guidi            |                                |
| 1342–1347 | Marco Roncioni              |                                |
| 1347–1349 | Bartolomeo Carusi           |                                |
| 1350–1370 | Francesco Brancaleoni       |                                |
| 1373–1378 | Guglielmo                   |                                |
| 1379      | Francesco                   |                                |
| 1380–1408 | Oddo di Colonna             | Kardinal, dann Papst Martin V. |
| 1409–1413 | Matteo Ghiri                |                                |
| 1413      | Giorgio                     |                                |
| 1417–1423 | Matteo Ghiri                |                                |
| 1423–1424 | Tommaso Tomassini           |                                |
| 1424–1435 | Giacomo Balardi             |                                |
| 1436–1450 | Antonio Altan               |                                |
| 1450–1452 | Latino Orsini               | Kardinal                       |
| 1452–1463 | Andrea Percibelli           |                                |
| 1463–1468 | Girolamo Staccoli           |                                |
| 1468–1478 | Giovanni Battista Mellini   | Kardinal                       |
| 1478–1486 | Lazzaro Racanelli           |                                |
| 1486–1491 | Filippo Controni            |                                |
| 1491–1504 | Giampietro Arrivabene       |                                |
| 1504–1511 | Gabriele de’ Gabrielli      | Kardinal                       |
| 1511–1514 | Antonio Trombetta           |                                |
| 1514–1523 | Domenico Grimani            | Kardinal                       |
| 1523–1540 | Giacomo Nordi               |                                |
| 1540–1542 | Dionisio Laurerio           | OSM; Kardinal                  |
| 1542–1548 | Gregorio Cortese            | OSB; Kardinal                  |
| 1548–1551 | Giulio della Rovere         | Kardinal                       |
| 1551–1578 | Felice Tiranni              | ab 1563 erster Erzbischof      |
| 1578      | Giulio della Rovere         | Kardinal                       |
| 1578–1597 | Antonio Giannotti           |                                |
| 1597–1610 | Giuseppe Ferryerio          |                                |
| 1610–1620 | Benedetto Ala               |                                |
| 1621–1623 | Ottavio Accoramboni         |                                |
| 1623–1635 | Paolo Santorio              |                                |
| 1636–1639 | Antonio Santacroce          | Kardinal                       |
| 1639–1646 | Francesco Vitelli           |                                |
| 1646–1659 | Ascanio Maffei              |                                |
| 1660–1667 | Giacomo de Angelis          | Kardinal                       |
| 1667–1675 | Callisto Puccinelli         |                                |
| 1675–1684 | Giambattista Candiotti      |                                |
| 1685–1701 | Antonio Roberti             |                                |
| 1703–1709 | Sebastiano Tanara           |                                |
| 1709–1714 | Antonio Francesco Sanvitale | Kardinal                       |
| 1716–1739 | Tommaso Marelli             |                                |
| 1739–1766 | Antonio Guglielmi           |                                |
| 1766–1787 | Domenico Monti              |                                |
| 1787–1819 | Spiridione Berioli          |                                |
| 1819–1827 | Ignazio Ranaldi             |                                |
| 1827–1832 | Giangrisostomo Dondini      |                                |
| 1832–1845 | Giovanni Tanara             |                                |
| 1846–1881 | Alessandro Angeloni         |                                |
| 1881–1885 | Antonio Pettinari           |                                |
| 1885–1889 | Carlo Borgognoni            |                                |
| 1889–1903 | Nicodario Vampa             |                                |
| 1904–1908 | Giammaria Santarelli        |                                |
| 1909–1911 | Ciro Pontecorvi             |                                |
| 1912–1931 | Giacomo Ghio                |                                |
| 1932–1952 | Antonio Tani                |                                |
| 1953–1976 | Anacleto Cazzaniga          |                                |
| 1977–1999 | Ugo Donato Bianchi          |                                |
| 2000–2011 | Francesco Marinelli         |                                |
| 2011–2023 | Giovanni Tani               |                                |
| seit 2023 | Sandro Salvucci             |                                |